# 죠스바
죠스바는 영화 죠스에 등장하는 백상아리 죠스를 주제로 1983년 여름에 롯데삼강에서 출시한 상어 모양의 아이스크림이다. 2022년 5월 기준, 롯데웰푸드에서 생산·판매하고 있다.

## 종류
- 발렌시아 오렌지 죠스바
- 백상아리 죠스바
- 빅 죠스바
- 죠스 아이스
- 메론먹은 죠스바

## 같이 보기
- 상어
- 아이스크림